# 국립아시아문화전당

국립아시아문화전당

국립아시아문화전당(國立-文化殿堂, National Asian Culture Center)은 아시아 문화에 대한 교류·교육·연구 등을 통한 국가의 문화적 역량 강화에 관한 사무를 관장하는 대한민국 문화체육관광부의 소속기관이다. 2015년 7월 13일 발족하였으며, 광주광역시 동구 문화전당로 38에 위치하고 있다. 전당장은 전문임기제공무원으로 보한다.

## 역사
아시아문화전당은 2002년 노무현 당시 대통령 선거 후보가 광주광역시를 문화 수도로 만들겠다는 공약에서 시작되어, 2006년 9월 27일 제정된 《아시아문화중심도시 조성에 관한 특별법》을 근거로 대한민국 문화체육관광부 산하 시설로 설립되었다. 2003년 8월 27일에 국립아시아문화전당 건립 후보지가 대통령에 보고되었고 2004년 9월 9일 건립 예정 부지가 발표되었다. 2005년 5월 18일 국제건축설계경기의 실시가 공고되어 2005년 12월 2일 우규승이 설계한 "빛의 숲"이 당선되었다. 이후 2007년 12월까지 우규승의 설계를 바탕으로 KSWA (Kyu Sung Woo Architects), (주)삼우종합건축사사무소, 그리고 (주)희림종합건축사사무소의 협업하에 건축 기본 및 실시설계가 진행되었고, 2008년 4월에 착공되었다.
원래 계획에서는 부지에 위치한 구 전라남도청 별관을 철거할 예정이었으나 일부 5·18 광주 민주화 운동 관련 단체가 반발하여 일부를 보존하는 방향으로 계획이 바뀌면서 완공 시점이 2012년에서 2014년으로 미뤄졌고, 2014년 10월 전당 건물이 완공되었다. 2015년 9월 4일에 전당이 부분 개장하였고, 같은해 11월 25일에 완전 개장하였다. 2015년 7월 13일 책임운영기관으로 지정되었다.

## 주요 시설
국립아시아문화전당 건물은 2005년 국제건축설계경기에서 당선된 우규승의 "빛의 숲"을 기반으로 건설되었다. 주요 시설의 90%가 지하에 있고, 지상에는 녹지를 조성한 구조로 되어 있다. 아시아문화전당의 부지 면적은135,000m2이며, 연면적은 161,237m2로, 국립중앙박물관의 137,290m2보다 넓다.

### 예술극장

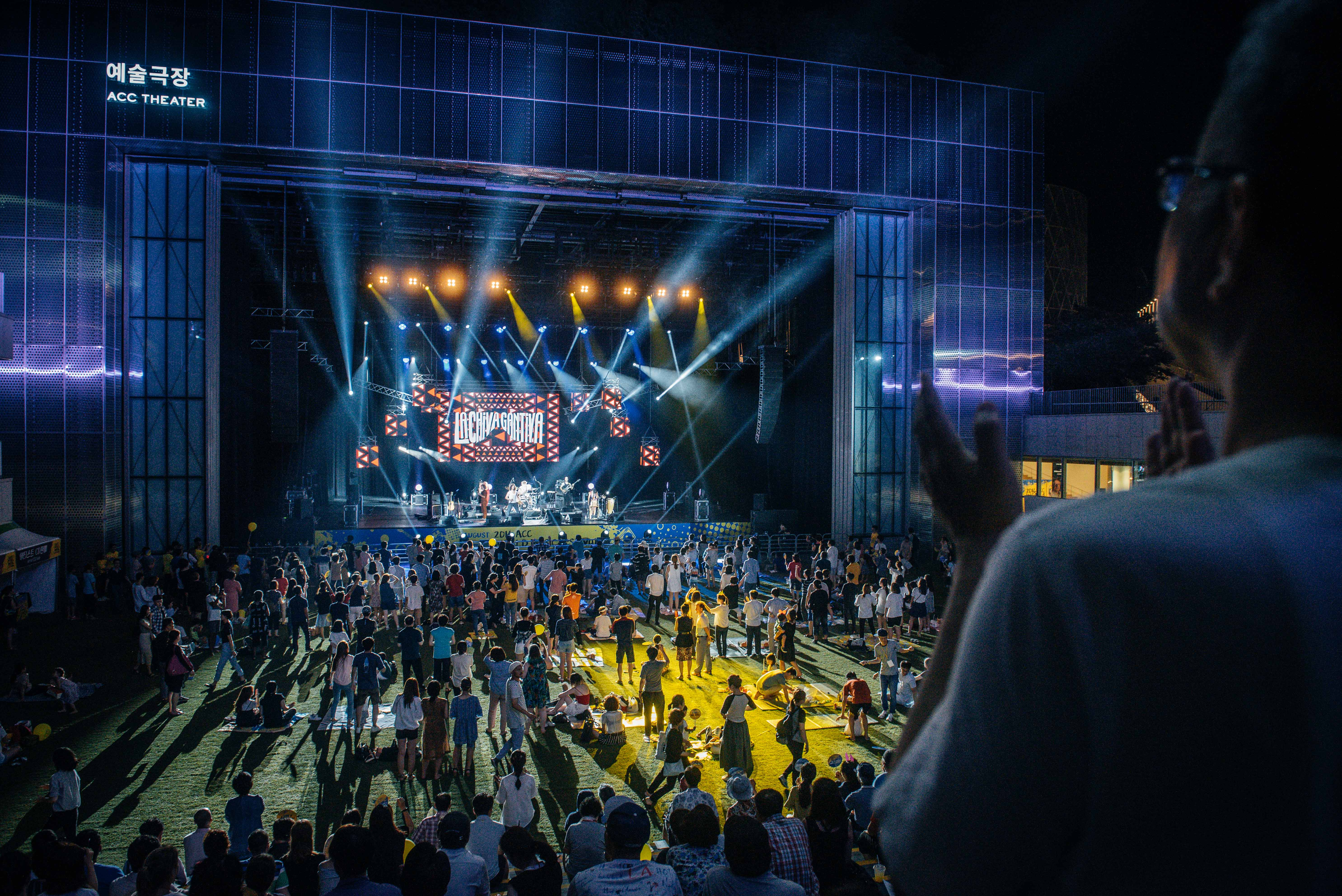
예술극장전경

예술극장은 진취적인 작품의 기획과 제작, 담론의 생산, 그리고 순환이 총체적으로 이루어지는 국제적인 허브를 지향합니다. 타 극장과 차별화된 공간을 통해 형식의 실험성을 확보하고, 그 안에 전 세계 및 전 세대의 공감을 이끌 수 있는 아시아의 이야기를 담아 세계 공연무대에서 주목 받는 차별화된 공연콘텐츠를 제작합니다. 
- 빅도어 야외무대
- 극장1, 2
- 아틀리에 1, 2

※ 주요 콘텐츠: ACC 창·제작 공연, 국제공동 창·제작 공연, 어린이·청소년 공연, 관객친화 프로그램, 지역·민간 협력 프로그램

### 문화창조원

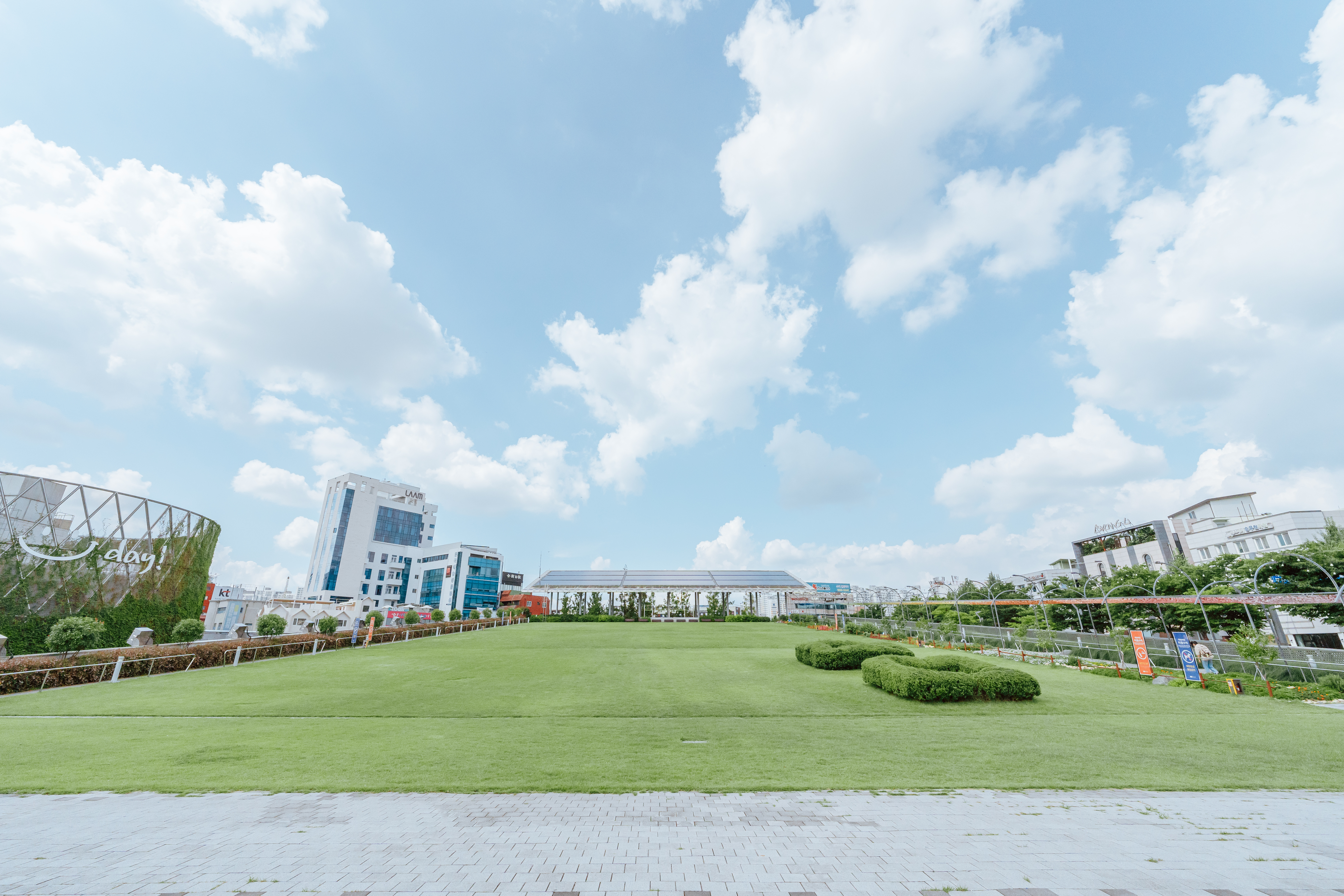
ACC 하늘마당

문화창조원 창 · 제작센터는 인문,예술,과학이 결합된 융 · 복합 콘텐츠를 기획하고 개발하는 랩(LAB) 기반의 콘텐츠 창 · 제작 플랫폼 입니다. 문화창조원은 인문, 예술, 첨단과학이 결합된 융·복합 콘텐츠를 기획하고 개발하는 랩(LAB) 기반의 콘텐츠 창·제작 공간과 전시 콘텐츠의 상상력을 실현시킬 수 있는 다양한 전시실을 갖추고 있습니다. 이곳에서는 새로움과 아시아의 전통적 가치가 작가들의 협력과 상상력을 실현시킬 수 있습니다. 또한 문화창조원 옥상에 위치한 하늘마당은 ACC만의 명소로 초록빛 가득한 잔디 위에서 하늘과 별을 볼 수 있는 자연 공원입니다.
- 복합전시 1관~6관
- ACT 스튜디오
- 하늘마당
- 그랜드캐노피

### 민주평화교류원

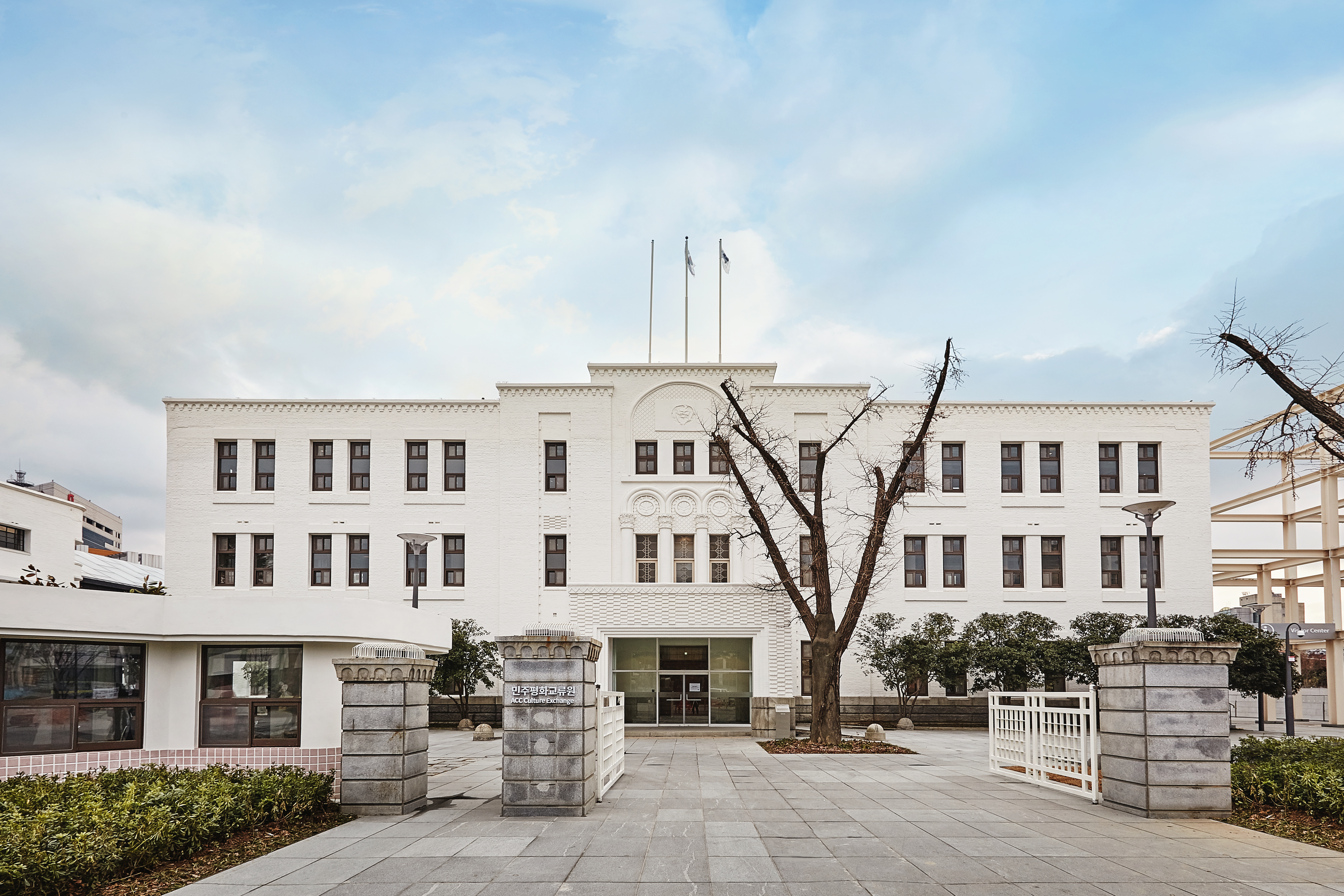
ACC 민주평화교류원

아시아 문화교류·협력 네트워크의 허브'를 지향하는 민주평화교류원은 국립아시아문화전당 내에서도 5·18민주화 운동과 관련된 상징적 기념 공간들인 옛 전남도청, 경찰청, 상무관 자리에 위치해 있다. 민주평화교류원에는 민주·인권·평화의 광주정신을 아시아에 전파하기 위한 민주인권평화기념관과, 아시아문화교류지원센터가 위치하며, 아시아문화공동체를 추구하는 전당의 교류협력사업과 문화교류 프로그램에 참여하는 이용자, 방문자를 위한 효과적인 쌍방향 통합서비스를 제공하기 위한 방문자서비스센터가 있다.
※ 민주평화교류원(옛전남도청)은 현재 복원사업이 진행중으로 관람이 어렵습니다. (~2025. 7. 31. 예정)

### 문화정보원

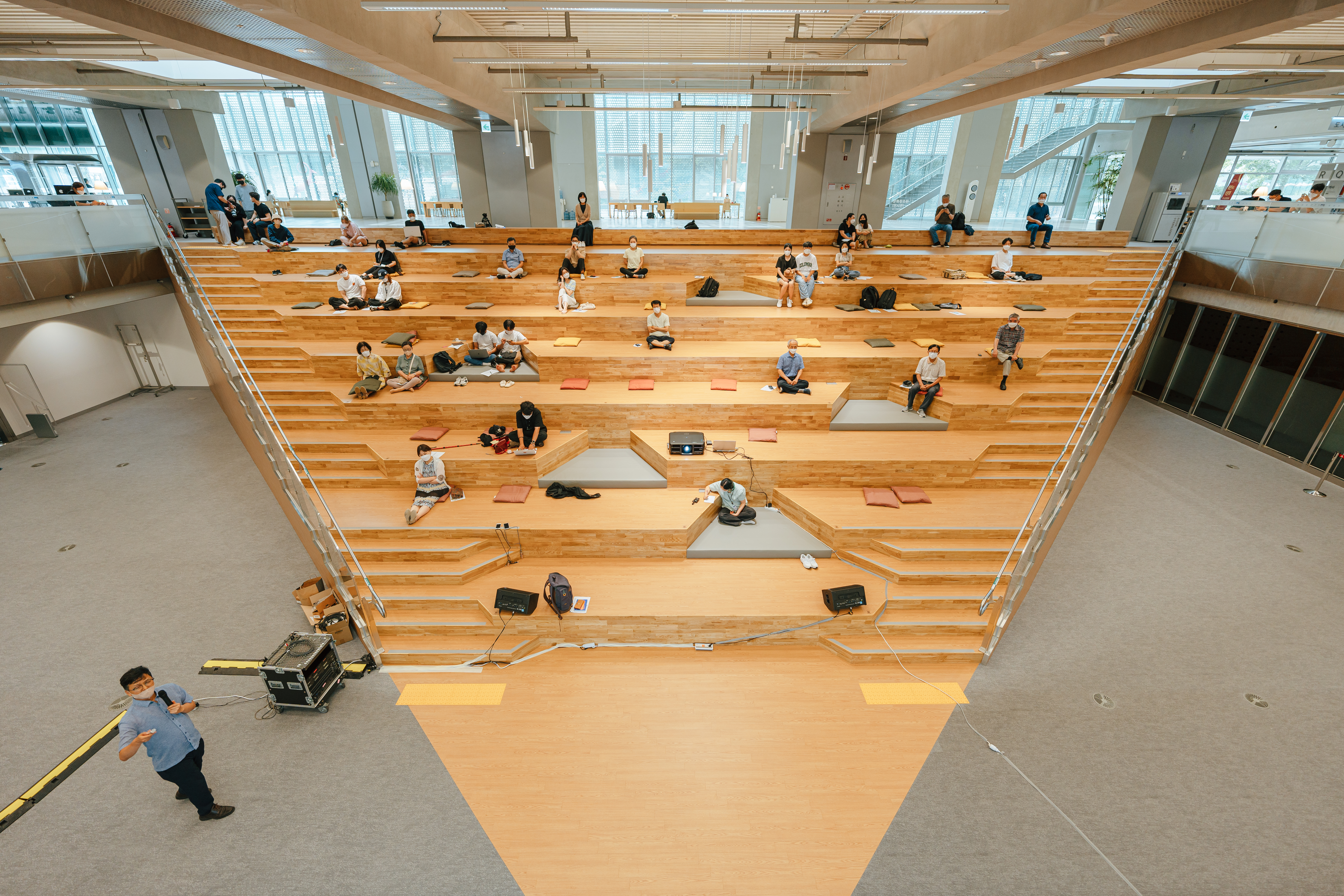
문화정보원 전경

문화정보원은 아시아문화자원을 연구 및 수집하고, 이를 기반으로 하는 도서·아카이브·전시 콘텐츠를 아시아문화박물관을 통해 열람·체험할 수 있는 곳입니다. 또한, 외부 방문연구자를 위한 연구실 등을 완비하고 있으며, 다양한 아시아문화자원을 바탕으로 이루어지는 문화예술교육 공간도 갖추고 있습니다. 문화정보원은 아시아문화자원을 연구 및 수집하고, 이를 기반으로 하는 도서·아카이브·전시 콘텐츠를 아시아문화박물관을 통해 열람·체험할 수 있는 곳입니다. 또한, 외부 방문연구자를 위한 연구실 등을 완비하고 있으며, 다양한 아시아문화자원을 바탕으로 이루어지는 문화예술교육 공간도 갖추고 있습니다.
- 아시아문화박물관
- 극장3
- 대강의실
- 국제회의실
- ACC_R 방문연구실
- ACC 문화교육실
- 특별열람실

### 어린이문화원

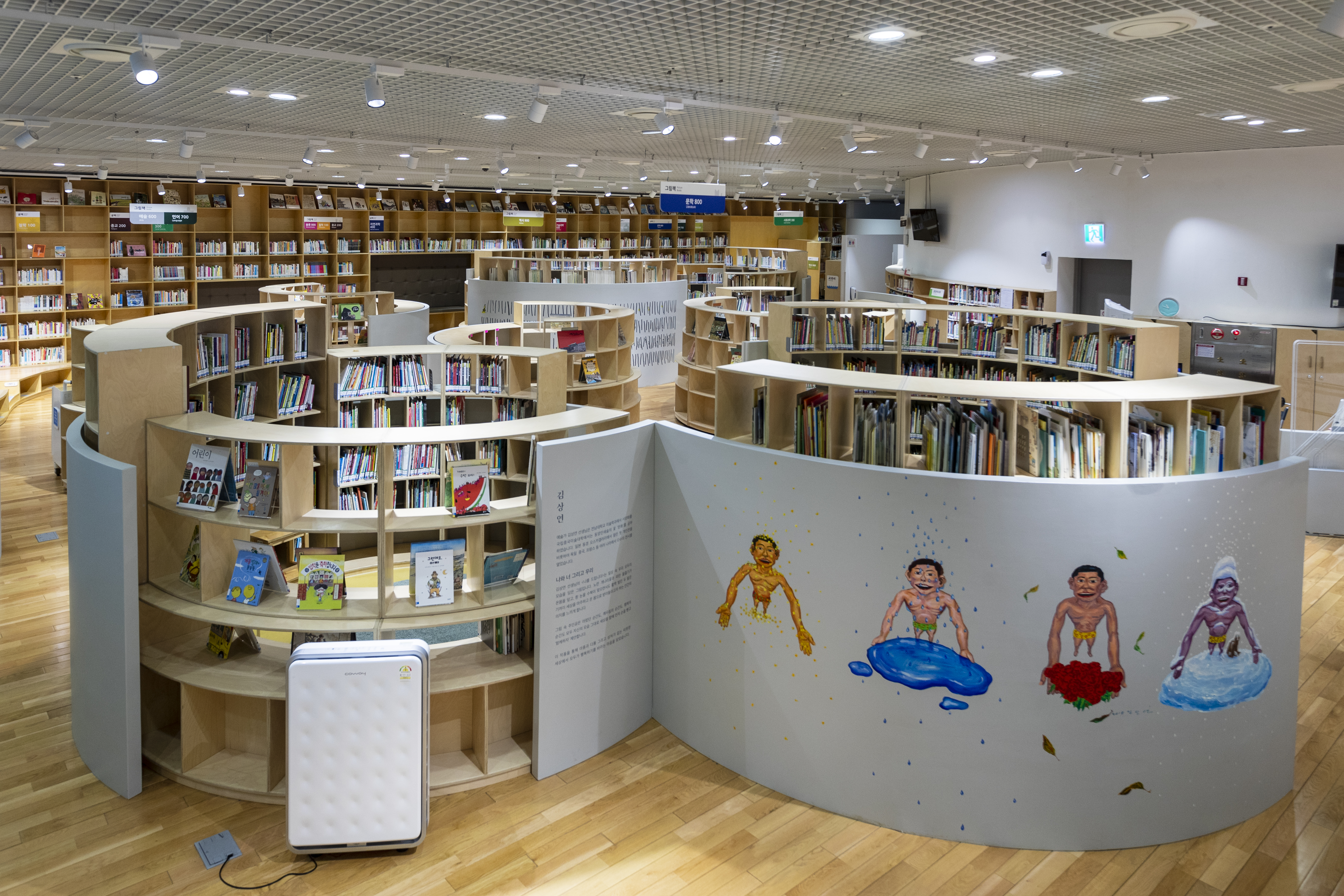
ACC 어린이문화원

아시아의 풍부한 문화자원을 활용한 다양한 콘텐츠 개발을 통해 창의적이고 독창적인 문화체험 활동의 경험을 제공합니다. 어린이문화원은 ACC에서 가장 밝은 곳으로, 국내 최대 어린이 문화시설입니다. ACC의 어린이문화원에서는 다양한 아시아 문화를 기반으로 한 체험과 교육, 공연이 열립니다. 이곳에서 아이들은 무한한 상상력을 펼치며 세상과의 공감 능력을 배우게 됩니다. 또한 어린이문화원 옥상은 어린이놀이터와 공원이 형성되어 있어서 가족들이 함께 어울릴 수 있는 장소를 제공합니다.
- 어린이체험관
- 유아놀이터
- 어린이도서관
- 어린이극장
- 어린이창작 실험실
- 어린이콘텐츠 연구개발실

## 조직

### 전당장
- 기획운영과
- 교류홍보과
- 문화교육과
- 시설관리과
- 전시기획과
- 공연사업과
- 연구조사과

## 논란

### 법인화 논란
2013년 1월 23일 아시아문화개발원은 광주광역시에서 김용환 문화체육관광부 차관 등이 참석한 가운데 "콘텐츠 개발 계획 간담회"를 열고 국립아시아문화전당을 준정부기관이나 법인화하는 방안을 담은 보고서를 제출했다. 2013년 4월 25일 광주광역시청은 보도자료를 통해 법인화에 대해 부정적인 입장을 밝혔다.
2013년 6월 11일 문화체육관광부는 입법 예고를 통해 아시아문화중심도시 조성 특별법 개정안에 국립아시아문화전당 운영과 사업의 전부 또는 일부를 아시아문화원이나 법인에 위탁할 수 있다는 규정을 신설하였다. 한편, 광주광역시청 관계자는 “지원포럼에서 제시된 특별법 개정안과 문화전당콘텐츠 개발방향에 대한 의견을 종합해 문화체육관광부에 건의하겠다.”라고 말했다. 2013년 7월 3일 광주문화도시협의회 및 광주민족예술인총연합은 국립아시아문화전당이 문화 콘텐츠를 창작하는 기관이어서 초기 예산이 많이 드는데도 법인이 운영을 맡으면 안정적 예산 확보를 담보할 수 없어 부실화가 우려되고 수익성을 추구하면서 전당의 공공성이 훼손될 가능성이 많다고 주장했다. 2013년 7월 4일 광주광역시의회 문화특별위원회는 성명을 통해 법인화로 운영 부실화가 우려된다며 화체육관광부 소속기관으로 운영해야 한다고 주장하였다. 2013년 7월 11일 광주광역시 서구의회는 성명을 통해 위탁 운영에 반대하였다. 2013년 7월 15일 광주광역시의회는 본회의를 열어 국립아시아문화전당 특수법인 변경계획안 철회 촉구 건의안을 채택했다. 2013년 7월 19일 광주문화도시협의회와 광주민족예술인총연합 등 광주시민단체들은 '국립아시아문화전당 특별법 개정안'에 대해 개정안 자체를 철회해야 한다는 의견서를 제출했다.
2015년 3월 3일 국회 본회의에서'아시아문화중심도시 조성에 관한 특별법' 일부 개정안이 재석 161인 중 찬성 123인, 반대 16인, 기권 22인으로 통과되었다. 논란을 빚어온 광주 아시아문화전당 운영 주체와 지원범위에 대해서는 5년간 문화관광부 소속으로 두되 성과 평가를 한 후 위탁 경영하기로 했다. 2015년 7월 17일 광주 전남 지역 정치권은 문화전당 운영 조직 축소에 대해 "정부가 의도적으로 국책사업의 위상을 흔드는 것"이라며 강하게 반발하였다.

## 같이 보기
- 예술의전당
- 영화의전당
- 한국소리문화의전당